# Aggro Berlin
Aggro Berlin war ein deutsches Independent-Label aus Berlin. Es wurde 2001 als Plattenfirma für Hip-Hop-Künstler gegründet. Für den Vertrieb seiner Produkte nutzte Aggro Berlin von 2001 bis 2007 das Kölner Unternehmen Groove Attack. Anschließend wurden die Vertriebswege des Major-Labels Universal Music Deutschland verwendet. Im April 2009 beendete Aggro Berlin die aktive Labelarbeit und löste die Verträge mit seinen Rap-Künstlern vorzeitig auf. Seitdem konzentriert sich die Firma auf die Internetplattform Aggro.TV, auf der regelmäßig neue Videos von Hip-Hop-Musikern veröffentlicht werden.
Im Zeitraum von der Gründung 2001 bis zur Auflösung der Künstlerverträge 2009 standen die Rapper Sido, B-Tight, Bushido, Fler, Tony D, G-Hot und Kitty Kat bei Aggro Berlin unter Vertrag, wobei die Dauer der geschäftlichen Zusammenarbeit variierte. Stilistisch fielen die Hip-Hop-Musiker des Labels vor allem durch ihre aggressiven Texte auf. Die Künstler bedienten dabei von Gangsta- und Battle-Rap bis Crunk verschiedene Subgenres der Hip-Hop-Musik. Aggro Berlin stellte bereits wenige Jahre nach der Gründung eines der kommerziell erfolgreichsten Independent-Labels in Deutschland dar.

## Geschichte

### 2001–2003
Aggro Berlin wurde 2001 von Specter, Spaiche und Halil als Independent-Label gegründet. Specter war zuvor als Graffiti-Künstler als Mitglied der Squat Force sowie als Grafik-Designer aktiv gewesen. Seine Arbeit für Aggro Berlin umfasste die Konzeption der Produkte wie etwa die Anfertigung von Logos, Artworks und Videos sowie Entwicklung von Marketing-Strategien. Halil war Bestandteil der Gruppe GHS und Besitzer des auf Hip-Hop-Artikel spezialisierten Berliner Geschäfts Downstairs. Spaiche war ebenfalls in der Berliner Hip-Hop-Szene aktiv. Er wirkte als Breakdancer etwa in der Gruppe Funky Grossangriff mit, mit der er auch Battles gewinnen konnte. Mit der Gruppe Vlinke Vüsse wurde er 1994 Sieger des „Battle of the Year“. Zudem arbeitete Spaiche als Organisator verschiedener Hip-Hop-Veranstaltungen. Ende der 1990er Jahre hatte Spaiche darüber hinaus das Jugendprojekt Hip-Hop-Mobil geleitet, durch das er mit zahlreichen Personen aus der Berliner Hip-Hop-Szene in Kontakt treten konnte.
Der Ansatz bei der Gründung war, eine Plattform für authentische Rap-Musik zu schaffen, die sich von dem populären Hip-Hop der 1990er Jahre abgrenzt. Specter äußerte sich in einem Interview mit dem Hip-Hop-Magazin Juice zu den Zielsetzungen der Plattenfirma: „Vertriebe und Medien haben sich über die Jahre ein festes Bild von Hip-Hop gemacht. Die Musik wurde elitär von oben an die Masse weitergegeben. Was wir gerade versuchen, ist von ganz unten in die Elite zu stoßen.“ Die ersten Rapper, die einen Künstler-Vertrag bei dem Label unterschrieben, waren Sido und B-Tight, Mitglieder der Hip-Hop-Gruppe Die Sekte, sowie der aus Berlin-Schöneberg stammende Bushido. Die ebenfalls zu dieser Zeit zu Die Sekte gehörenden Rapper Vokalmatador und Rhymin Simon lehnten dagegen ein Vertragsangebot ab. Bei den Verträgen fand das 360°-Modell Verwendung, sodass sämtliche Belange des Musikgeschäfts, darunter die Organisation von Aufnahmestudios und Konzerten, die Vermarktung der Künstler sowie die Anfertigung von Logos und Artworks, vertraglich in den Aufgabenbereich des Labels fielen. Später wurden weitere Vereinbarungen über die Organisation privater Belange der Künstler wie Einrichtung von Bankkonten, Krankenversicherungen oder Steuernummern beim Finanzamt vereinbart.
Die erste Veröffentlichung Aggro Berlins war 2001 die Splash-Spezial-EP zum Musikfestival splash! von Sido und B-Tight, die als Duo zunächst unter dem Namen Royal TS auftraten und sich später, auf Anraten der Labelführung, in Alles ist die Sekte umbenannten. In der Anfangszeit des Labels war es den Gründern Aggro Berlins nicht möglich, einen Vertrieb für die produzierten Tonträger zu finden. Nachdem auch der Independent-Musikvertrieb Groove Attack eine Zusammenarbeit abgelehnt hatte, nutzte Aggro Berlin einen bestehenden Mixtape-Vertriebsaccount Groove Attacks, um seine Tonkassetten und CDs vertreiben zu lassen. Durch die im Folgenden steigenden Verkaufszahlen wurde Groove Attack auf Aggro Berlin aufmerksam und richtete einen eigenen Account für die Plattenfirma ein. Die Internet-Verkäufe des Labels wurden von Halils Geschäft Downstairs übernommen.
Anfang 2002 erschien das Album Alles ist die Sekte – Album Nr. 3. Des Weiteren wurde 2002 der Sampler Aggro Ansage Nr. 1 als EP veröffentlicht. Auf diesem treten Bushido, Sido und B-Tight in verschiedenen Konstellationen in Erscheinung. Darüber hinaus steuert der Rapper Fler unter dem Namen Frank White seinen ersten Beitrag für eine Veröffentlichung des Labels bei. Auch das später mehrfach wiederveröffentlichte Lied Arschficksong ist bereits auf Aggro Ansage Nr. 1 zu finden. Die „Aggro-Ansagen“ wurden über mehrere Jahre regelmäßig zur Präsentation der Künstler genutzt und waren Bestandteil der Vermarktung des Labels. Im August 2002 trat Die Sekte auf der Nebenbühne des Festivals Splash! auf. Zudem wurden 2002 das Album Carlo Cokxxx Nutten, das von Bushido und Fler unter den Pseudonymen Sonny Black und Frank White aufgenommen worden war, die EP Der Neger (in mir) von B-Tight und der zweite Label-Sampler Aggro Ansage Nr. 2 veröffentlicht.
Im Juli 2003 veröffentlichte Aggro Berlin Vom Bordstein bis zur Skyline, das Debütalbum Bushidos. Es stieg auf Platz 88 der deutschen Charts ein, womit es als erster Tonträger des Labels einen Rang in den Album-Charts belegen konnte. Im Zuge der Veröffentlichung wurden die Lieder Bei Nacht und Gemein wie 10 als Singles ausgekoppelt. Vom Bordstein bis zur Skyline wurde in verschiedenen Medien besprochen und steigerte so den Bekanntheitsgrad Bushidos und Aggro Berlins. Zum Zeitpunkt der Veröffentlichung erhielt das Album positive Bewertungen von Kritikern aus dem Musikjournalismus. Da das Album stilistisch dem Subgenre Gangsta-Rap zugeordnet werden kann, zeichnet es sich durch auffallend aggressive Texte aus, was in den folgenden Jahren zu Kontroversen führte.
Sowohl Bushido als auch Sido und B-Tight traten 2003 auf dem Splash! auf. Die Auftritte nachmittags auf der Hauptbühne des Festivals wurde von 20.000 Zuschauern besucht. Im Oktober 2003 wurde der Künstler-Kader Aggro Berlins durch die Vertragsunterzeichnung des Rappers Fler erweitert. Dieser hatte zuvor bereits einen großen Anteil an der Entstehung von Vom Bordstein bis zur Skyline. Auf dem im Dezember erschienenen Sampler Aggro Ansage Nr. 3 tritt Fler gleichberechtigt neben Bushido, B-Tight und Sido in Erscheinung. Der Sampler wurde etwa 60.000 Mal verkauft, womit er der erste kommerziell erfolgreiche Tonträger Aggro Berlins wurde. Zu dem auf Aggro Ansage Nr. 3 enthaltenen Lied Weihnachtssong von Sido wurde ein Video gedreht. Dieses wurde als erster von Aggro Berlin produzierter Videoclip regelmäßig im Fernsehen ausgestrahlt. Insbesondere in der Sendung Get the Clip des Musik-Fernsehsenders VIVA Plus erhielt Weihnachtssong durch die Anrufe der Zuschauer eine hohe Rotation. Im Weihnachtssong-Video tritt Sido bereits ausschließlich mit einer metallenen Totenkopfmaske auf, die von Specter entworfen wurde und die der Rapper seit 2003 bei allen öffentlichen Auftritten trug.
Ende 2003 führten die Labelgründer Aggro Berlins erstmals Gespräche mit dem Major-Label Universal Music Group über eine mögliche Kooperation. Wegen des Ausstiegs Tim Renners aus der Geschäftsführung entschieden sich Specter, Spaiche und Halil gegen eine Zusammenarbeit mit Universal Music. Neffi Temur, A&R von Universal Music, nahm daraufhin Kontakt mit Bushido auf, um ihn abzuwerben. Daraufhin wollte Bushido 2004 Aggro Berlin verlassen. Dabei brach er den Kontakt zu Fler ab und äußerte sich sowohl öffentlich als auch in Songtexten seiner nachfolgenden Alben gegen Aggro Berlin und dessen Vorstand. Erst Jahre später wurde bekannt, dass Bushido sich nur mit Hilfe des kriminellen Clan-Chefs Arafat Abou-Chaker aus seinem Vertrag mit Aggro-Berlin lösen konnte, indem dieser Druck und Gewalt auf das Management von Aggro Berlin ausübte. Bushido bestätigte dies in einer Zeugenaussage vor Gericht, während dessen Verhandlung seine zwanghafte Teilhaberschaft zu dem Clan thematisiert wurde, die als Gegenleistung für die Hilfe verlangt wurde.

### 2004–2005
Anfang 2004 wurde als Vorbote zu Sidos erstem Soloalbum ein Video zum Lied Mein Block veröffentlicht. Für das Video wurde die Remix-Version des Berliner Produzenten-Duos Beathoavenz verwendet. In dieser Version war der Song zuvor bereits auf einer CD des Hip-Hop-Magazins Juice sowie auf Aggro Ansage Nr. 3 erschienen. Mein Block wurde ebenfalls auf den Musiksendern gespielt und als Single veröffentlicht. Mit Platz 13 in den deutschen Single-Charts konnte sie sich als erste Veröffentlichung Aggro Berlins in den Top-20 positionieren. Zudem stieg mit der Single erstmals ein Tonträger des Albums in die österreichischen Charts ein. Mein Block leitete so den kommerziellen Durchbruch Sidos ein. Im April 2004 folgte Sidos Debütalbum Maske, das in Deutschland auf Rang 3 der Album-Charts einstieg und sich somit zur bis dahin erfolgreichsten Veröffentlichung des Berliner Labels entwickelte. Auch in Österreich und der Schweiz war das Album in den Hitparaden vertreten. Durch den Erfolg Sidos stieg auch dessen mediale Präsenz.
In den ersten Monaten nach Veröffentlichung von Maske wurden 100.000 Einheiten des Albums verkauft, womit Sidos Debütalbum Goldstatus erreichen konnte. Zudem wurde dem Rapper im September 2004 der Musikpreis Comet in der Kategorie Newcomer national zuerkannt. Am 27. September 2004 wurde Sido erstmals zur ProSieben-Show TV total eingeladen. Sido veröffentlichte 2004 noch zwei weitere Singles. Fuffies im Club, eine Auskoppelung aus seinem Album, und Arschficksong, aus Aggro Ansage Nr. 1. Insbesondere der letztgenannte Titel wurde zum immer wiederkehrenden Gegenstand öffentlicher Kritik. Die hohen Verkaufszahlen des Jahres 2004 wurden thematisch in dem Ende des Jahres veröffentlichten vierten Teil der „Aggro Ansagen“ Aggro Ansage Nr. 4 aufgegriffen. Der Sampler wurde am 5. November 2004 veröffentlicht und stieg mit Platz 7 ebenfalls in die Top-10 der Album-Charts ein. Aggro Berlin produzierte ein Splitvideo, in dem die Songs Aggro Gold, Neue Deutsche Welle und Aggro Teil 4 vorgestellt werden. Das Video wurde, wie die vorherigen Clips von Sido, im Musikfernsehen gespielt, sodass auch die Rapper B-Tight und Fler Präsenz im Fernsehen bekamen.
Im Dezember 2004 wurde mit Aggro Ansage Nr. 3 erstmals ein Tonträger Aggro Berlins durch die Bundesprüfstelle für jugendgefährdende Medien indiziert, womit ein Verkauf an Minderjährige sowie Werbung für den Sampler verboten wurde. Für die Entscheidung waren die Stücke Bums mich! Wie 1 Gee und Für die Sekte verantwortlich. Das Gremium hob in seiner Begründung vor allem das vermittelte Frauenbild in den Liedtexten hervor. Dieses sei „ausnahmslos negativ und herabwürdigend“, womit es „dem in der Gesellschaft vorherrschenden Erziehungsziel diametral entgegen“ stehe. Einem Antrag auf Indizierung der Single Arschficksong wurde nicht stattgegeben. Ein Video zum Song war zuvor auf der DVD Aggro Ansage DVD Nr. 1 erschienen und durch die Freiwillige Selbstkontrolle der Filmwirtschaft ab 16 Jahren freigegeben worden, wodurch keine weitere Einstufung der BpjM erfolgen konnte.
Anfang 2005 trat Sido häufiger im Umfeld von Stefan Raabs Sendung TV total auf. So nahm der Rapper im Februar 2005 mit dem Lied Mama ist stolz an dem erstmals veranstalteten Bundesvision Song Contest für das Bundesland Berlin teil, in dessen Rahmen er den dritten Platz erreichen konnte. Sido nutzte den Auftritt um erstmals in der Öffentlichkeit seine Maske abzunehmen. Auch zur Wok-WM wurde der Berliner eingeladen.
2005 veröffentlichte Aggro Berlin das erste Soloalbum des Rappers Fler unter dem Titel Neue Deutsche Welle. Die vorab erschienene Single NDW 2005 erzeugte eine Kontroverse in der Öffentlichkeit. Insbesondere Textzeilen wie „Das ist Schwarz-Rot-Gold, hart und stolz“ sowie die von den Medien als nationalistisch aufgefassten Symbole im Videoclip zum Song stießen auf negative Kritik. Auch die Werbekampagne zur Album-Veröffentlichung, die den Slogan „Ab 1. Mai wird zurückgeschossen“ trug, sorgte dafür, dass Fler in den Medien als rechtsradikal bezeichnet wurde. In einem später kostenlos veröffentlichten Stück mit dem Titel Identität grenzte Fler sich von den Vorwürfen des Rechtsradikalismus ab und rechtfertigte seine Single NDW 2005. Sowohl das Album Neue Deutsche Welle als auch die erste Single NDW 2005 belegten Positionen in den Top-10 der deutschen Charts.
Im Mai 2005 konnte der Sampler Aggro Ansage Nr. 4 durch den Verkauf von 100.000 Tonträgern Goldstatus erreichen. Des Weiteren standen 2005 einige Veröffentlichungen des Labels erneut in der Kritik, was mit Indizierungen einherging. Seit dem 31. Mai 2005 darf der Sampler Aggro Ansage Nr. 2 wegen der Songs Pussy und Psycho Neger B! nicht mehr an Minderjährige verkauft werden. Auch Sidos Album Maske wurde auf Liste A der indizierten Tonträger gesetzt. Ausschlaggebend war das Lied Endlich Wochenende, das aus Sicht des Gremiums den Konsum von Drogen glorifiziere. Ein anschließend geführter Prozess Aggro Berlins gegen die Entscheidung der Bundesprüfstelle war nicht erfolgreich.
Am 8. August 2005 erschien Heisse Ware, ein gemeinsames Mixtape von B-Tight und Tony D. Auf früheren Veröffentlichungen wie Maske und Aggro Ansage Nr. 4 war Tony D als Mitglied von Die Sekte bereits mit Gastbeiträgen zu hören gewesen. Heisse Ware enthält als erster Tonträger von Aggro Berlin auch diverse Beiträge von Rappern aus dem Umfeld von Berlin Crime und Bassboxxx, darunter Frauenarzt, MC Bogy, Manny Marc und Smoky. Ende September folgten zwei weitere Indizierungen von Veröffentlichungen des Labels. Bushidos Album Vom Bordstein bis zur Skyline und der erfolgreiche Sampler Aggro Ansage Nr. 4 wurden mit Verkaufs- und Werbeverboten belegt.
Sido bildete im Herbst 2005 das Musikprojekt Deine Lieblings Rapper mit dem durch das Hip-Hop-Duo Spezializtz bekannt gewordenen Rapper Harris. Gemeinsam nahmen die beiden Musiker das Album Dein Lieblings Album auf, das sich auf Platz 2 der deutschen Album-Charts erfolgreich platzieren konnte. Die einzige Single zum Album Steh wieder auf belegte Platz 14 der Single-Charts. Durch die Indizierung von Maske, entschied sich Aggro Berlin dazu, das Album unter dem Titel Maske X wiederzuveröffentlichen. Anstelle des indizierten Stücks Endlich Wochenende ist darauf ein Remix von Arschficksong enthalten. Flers Album Neue Deutsche Welle wurde am 2. Dezember 2005 als sogenannte Premium Edition ebenfalls wiederveröffentlicht. Das darauf zu findende Lied Nach eigenen Regeln, das zusammen mit dem Berliner G-Hot entstanden war, wurde als Single ausgekoppelt. Die Premium Editionen wurden nach Neue Deutsche Welle zum festen Bestandteil der Vermarktung von Produkten des Labels Aggro Berlin. Ein Großteil der in den folgenden Jahren veröffentlichten Alben erschien zeitgleich als Standard Version und als Premium Edition.
Ende 2005 wurden nach ersten Projekten die Rapper Tony D und G-Hot als Künstler unter Vertrag genommen. Gemeinsam mit Sido, Fler und B-Tight nahmen sie den fünften Sampler Aggro Ansage Nr. 5 auf. Als erstes Video wurde das Lied Aggro Berlin Zeit von B-Tight, Tony D und G-Hot umgesetzt. Neben den Aggro-Berlin-Künstlern werden auf dem fünften Teil der „Aggro Ansagen“ erneut weitere Hip-Hop-Musiker aus Berlin präsentiert, darunter Bass Sultan Hengzt, Alpa Gun, Frauenarzt und MC Bogy. Aggro Ansage Nr. 5 stieg auf Platz 9 der Album-Charts ein und erreichte innerhalb von drei Wochen Goldstatus.

### 2006–2008
Zu Beginn des Jahres 2006 erschien zunächst das Mixtape F.L.E.R. 90210 von Fler und die Single Wahlkampf von Sido und G-Hot aus Aggro Ansage Nr. 5. Der Sampler Aggro Ansage Nr. 5 wurde am 31. Mai 2006 als sechste Veröffentlichung des Independent-Labels indiziert. Nachdem bereits Maske X erschienen war, wurden Mitte 2006 auch zu den Samplern Aggro Ansage Nr. 2, Aggro Ansage Nr. 3, Aggro Ansage Nr. 4 und Aggro Ansage Nr. 5 sogenannte X-Versionen veröffentlicht, die anstelle der beanstandeten Titel unveröffentlichte Songs enthalten. Im März 2006 begann Aggro Berlin eine monatliche Radiosendung mit dem Titel Aggroradio zu gestalten. Die Sendung wurde von Harris moderiert, der dabei unter dem Pseudonym Moderator BINICHNICH auftrat. In jeder Sendung waren Hip-Hop-Musiker zu Gast. So traten, neben regelmäßigen Besuchen der Aggro-Berlin-Künstlern und Personen ihres direkten Umfeldes, unter anderem Olli Banjo, Franky Kubrick, Blumio, Das Bo, Grüne Medizin, Marcus Staiger, Snaga & Pillath, Azad, Automatikk, MC Basstard, Manuellsen und Prinz Pi in der Sendung in Erscheinung.
Fler veröffentlichte im Juni 2006 sein zweites Soloalbum Trendsetter, das in Deutschland Platz 4 erreichen und sich darüber hinaus auch in Österreich und der Schweiz platzieren konnte. Papa ist zurück und Cüs Junge mit Muhabbet wurden als Singles ausgekoppelt. Weitere Veröffentlichungen waren Der neue Standard von dem Produzenten-Duo Beathoavenz, B-Tights EP X-Tasy und Aggrogant, ein Mixtape von G-Hot. Auch der aus dem Sampler Aggro Ansage Nr. 3 bekannte Weihnachtssong wurde Ende 2006 erstmals als Single veröffentlicht. Am 5. September 2006 startete die Plattform Aggro.TV als Kanal des Internet-Videoportals YouTube. Aggro.TV diente zunächst der Präsentation neuer Videos der Aggro-Berlin-Künstler.
Sidos zweites Soloalbum Ich folgte im Dezember 2006. Dieses stieg auf Platz 4 der deutschen Album-Charts ein und erreichte nach zwei Tagen Goldstatus, was zu der Zeit einen Rekord darstellte. Auf Ich sind unter anderem Gastbeiträge von Massiv, Peter Fox und Alpa Gun sowie von der Rapperin Kitty Kat zu hören. Kitty Kat erhielt als sechstes Mitglied einen Künstler-Vertrag bei Aggro Berlin. Durch die Plattenfirma wurde das Aussehen Kitty Kats zunächst geheim gehalten.
Im Januar 2007 folgten zwei weitere Indizierungen durch die BpjM. Flers F.L.E.R. 90210 und Der neue Standard von Beathoavenz wurden ebenfalls auf Liste A der indizierten Tonträger gesetzt. Flers zweites Mixtape Airmax Muzik erschien als erste Veröffentlichung im Jahr 2007. Durch das Mixtape führt der New Yorker DJ Kayslay als Moderator. Im März 2007 kümmerte sich Aggro Berlin um die Veröffentlichung des Albums Willkommen in Abschaumcity von MC Bogy. Der Berliner war Ende 2006 im Rahmen des Videodrehs zu Sidos Single Strassenjunge verhaftet worden und seitdem in Untersuchungshaft in der Justizvollzugsanstalt Moabit. Durch die Vermarktung des Albums durch Aggro Berlin stieg Bogy mit Platz 92 erstmals in die Album-Charts ein.
B-Tight veröffentlichte am 27. April 2007 unter dem Titel Neger Neger erstmals ein Soloalbum über Aggro Berlin. Mit Ich bins und Der Coolste erschienen zwei Single-Auskoppelungen zum Album. Die Verwendung des Wortes „Neger“ sowie die rassistische und sexistische Selbstinszenierung B-Tights wurden in den Medien kritisiert. Vor allem der Verein Brothers Keepers griff B-Tight und Aggro Berlin an und verband seine Kritik mit einer Petition unter dem Titel „Das Schweigen brechen“, die die Beendigung der Vermarktung und des Verkaufs von Neger Neger forderte.
Breite mediale Resonanz erfolgte im Sommer 2007 auf die Veröffentlichung des kostenlosen Songs Keine Toleranz von G-Hot und Boss A, der ohne Absprache mit der Labelleitung ins Internet gestellt worden war. In diesem rufen die beiden Rapper zu Gewalt gegen Homosexuelle auf. Eine Berliner Rapperin erstattete daraufhin Anzeige gegen die Rapper. Die Mitarbeiter und Künstler Aggro Berlins distanzierten sich in einer Pressemitteilung von dem Inhalt des Songs und beendeten die geschäftlichen Beziehungen mit G-Hot. Der Rapper selber entschuldigte sich später und gab an, dass das Lied bereits älter und nicht für die Öffentlichkeit bestimmt gewesen sei.
Nach MC Bogys Album übernahm Aggro Berlin die Veröffentlichung weiterer Hip-Hop-Musiker, die keinen Labelvertrag innehaben. 2007 erschienen etwa die Alben Alles oder Nichts des Duos Jom & Said und Auferstanden aus Ruinen von Joe Rilla sowie das Mixtape Wir nehmen auch Euro von DJ Sweap & DJ Pfund 500. Des Weiteren veröffentlichte B-Tight das Mixtape Ghetto Romantik und Sido das Album Eine Hand wäscht die Andere, auf dem eine Auswahl seiner Gastbeiträge auf Alben anderer Musiker zu hören sind. Am 14. September 2007 erschien Tony Ds Debütalbum Totalschaden. Das Album, das stilistisch dem Hip-Hop-Subgenre Crunk zugeordnet werden kann, stieg auf Platz 21 der deutschen Album-Charts ein, womit Tony D hinter dem Erfolg von Sido, Fler und B-Tight zurückblieb.
Im Herbst 2007 schloss Aggro Berlin einen Vertrag über eine Kooperation mit dem Major-Label Universal Music Group ab. Mit diesem fiel die Vermarktung und der Vertrieb in den Aufgabenbereich von Universal Music. Die kreative Eigenständigkeit wurde durch den Vertrag, nach Aussage der beteiligten Geschäftspartner, nicht berührt. Durch den Vertrag mit Universal Music wurden keine neuen Veröffentlichungen Aggro Berlins über Groove Attack vertrieben. Groove Attack war jedoch weiterhin für den Vertrieb früherer Alben des Labels zuständig. Die erste Veröffentlichung mit Universal Music stellte kurz vor Weihnachten die Wiederveröffentlichung von Sidos Weihnachtssong als Single Weihnachtssong 2007 dar.
Das erste Album, das über Universal Music vertrieben wurde, war im Januar 2008 Flers drittes Soloalbum Fremd im eigenen Land, dessen Titel laut Aussage des Rappers seine von Angriffen geprägte Stellung in der Hip-Hop-Szene widerspiegeln solle. In verschiedenen Berichten wurde auch ein Bezug zum gleichnamigen Song der Gruppe Advanced Chemistry hergestellt und zum Teil kritisiert. Wie bereits bei Neue Deutsch Welle wurde Fler erneut dafür kritisiert, Käufer bei der politischen Rechten zu suchen. Torch, ehemaliges Mitglied von Advanced Chemistry, sah im Titel des Albums einen Affront gegen sich. Deutscha Bad Boy und Warum bist du so? erschienen als Singles zum Album. Das zuvor bereits stark kritisierte Album Neger Neger wurde im April 2008 indiziert. Aggro Berlin veröffentlichte die zensierte Version Neger Neger X wenige Wochen nach in Kraft treten der Indizierung.
Am 30. Mai 2008 folgte Sidos drittes Soloalbum Ich und meine Maske, mit welchem sowohl der Rapper als auch das Label Aggro Berlin ihre erste Platzierung auf Rang 1 der Album-Charts verbuchen konnten. In Österreich und der Schweiz stieg das Album jeweils auf Position 2 ein. Mit Ich und meine Maske erreichte der Berliner in zwei Ländern Goldstatus. In der Schweiz erlangte Sido eine Platin-Schallplatte. Vier Stücke des Albums wurden als Singles ausgekoppelt. Im Sommer 2008 wurde mit Südberlin Maskulin ein Kollaborationsprojekt von Fler und Silla veröffentlicht. Wie auf früheren Projekten tritt Fler innerhalb dieses Projekts unter dem Pseudonym Frank White auf. Weitere Veröffentlichungen zum Jahresende waren B-Tights Album Goldständer und Trilogy von Sido, eine Box mit den Alben Maske X, Ich und Ich und meine Maske.
Drei Jahre nach der letzten „Aggro Ansage“ entschied sich Aggro Berlin dazu, im Dezember 2008 einen weiteren Labelsampler zu veröffentlichen. Da in den beiden vorherigen Jahren der sechste und siebte Teil der Reihe ausgefallen waren, erschien der Sampler unter dem Titel Aggro Anti Ansage Nr. 8. Im Zuge der Veröffentlichung wurde erstmals Kitty Kat auf Pressefotos sowie in den Videoclips Hundert Metaz/5 krasse Rapper/So is es und Beweg dein Arsch präsentiert.

### Seit 2009
Anfang 2009 kamen erste Gerüchte auf, dass Fler und Aggro Berlin die Zusammenarbeit vorzeitig beenden wollen. Wenige Tage vor Veröffentlichung seines letzten Albums über Aggro Berlin mit dem Titel Fler bestätigte Fler die Trennung von seinem Label. Im Gegensatz zu den vorherigen Alben verzichtet Aggro Berlin auf die Veröffentlichungen unterschiedlicher Versionen von Fler. Die beiden Stücke Check mich aus und Ich sing nicht mehr für dich wurden als Singles veröffentlicht.
Am 1. April 2009 teilte Aggro Berlin auf seiner Website das Ende des Labels mit. Die Plattenfirma trennte sich damit von den verbliebenen Rappern und stellte den Aufbau sowie die Vermarktung neuer Künstler ein. Aggro Berlin blieb jedoch als Firma bestehen und behielt die Rechte am vollständigen Backkatalog.
Nach der als Label-Schließung bekannt gegebenen Auflösung der Künstlerverträge konzentrierte sich die Firma auf die Videoplattform Aggro.TV. Auf dieser erschienen zunächst alle Videoclips der Künstler des Labels sowie später auch alle Alben-Veröffentlichungen der Plattenfirma zum Anhören. Im April 2009 startete die erste Staffel der Reihe Halt die Fresse, in der Videos von bekannten Hip-Hop-Musikern wie etwa Olli Banjo, Kaas oder Alpa Gun sowie noch unbekannten Rappern präsentiert werden.
Im September 2009 brachte Aggro Berlin die vorletzten beiden Werke des Labels in den Verkauf. Am 4. September erschien der Sampler Aggro Berlin Label No. 1: 2001–2009, auf welchem eine Zusammenstellung aus den über das Label veröffentlichten Alben und fünf exklusive Stücke enthalten sind. Zudem erschien Tony Ds zweites Soloalbum Für die Gegnaz!, das über Universal Music vertrieben wurde. Im Gegensatz zu Sido und Kitty Kat wurde Tony D nicht von Universal Music übernommen. 2012 erschien mit Sidos Best-of-Album #Beste, die letzte Veröffentlichung von Aggro Berlin.
Auch nach der Beendigung der Entwicklung neuer Alben wurden Indizierungsverfahren gegen Veröffentlichungen des Labels geführt. Dies hatte zur Folge, dass Flers Mixtape Airmax Muzik mit dem 30. September 2009 auf Liste A der indizierten Tonträger gesetzt worden ist. Tony Ds Debütalbum Totalschaden darf seit dem 11. November 2009 nicht mehr an Minderjährige verkauft werden. Anfang 2010 indizierte die Bundesprüfstelle für jugendgefährdende Medien auch B-Tights Mixtape Ghetto Romantik. Ende Juli folgte für den bislang letzten Tonträger, den Sampler Aggro Berlin Label No. 1: 2001–2009, die Indizierung.
Im Mai 2011 wurde erstmals der HDF Gold Award vergeben. Mit diesem werden Rapper ausgezeichnet, deren Clip im Rahmen der Reihe Halt die Fresse drei Millionen Aufrufe aufweisen können. Der erste Hip-Hop-Musiker mit entsprechend hohen Zugriffszahlen war Alpa Gun. Es folgten Haftbefehl und Automatikk. Im Zuge des HDF Gold Awards drehen die ausgezeichneten Rapper ein exklusives Video für die Plattform.
Als weiteres Konzept wird auf Aggro.TV seit Januar 2011 unter dem Titel Aggro Alarm in unregelmäßigen Abständen ein Interpret in den Mittelpunkt der Woche gestellt. Dazu wird im Wochenverlauf täglich ein neues Video veröffentlicht. Der erste Rapper, der im Rahmen dieses Konzeptes präsentiert wurde, war Massiv, dessen Album Blut gegen Blut II dabei im Fokus stand. Es folgte im Mai eine Themenwoche zu Nazar. Im Juni 2011 wurde zur Veröffentlichung des Albums Zwiespalt (Weiss) Aggro Alarm mit Basstard veranstaltet. Weitere Hip-Hop-Musiker waren Laas Unltd., Eko Fresh, Massiv und Said. Ebenfalls seit Januar 2011 strahlt Aggro.TV die Finals von Rap am Mittwoch aus.
Farid Bang erreichte als vierter Hip-Hop-Musiker drei Millionen Aufrufe auf Aggro.TV. Das für den 25. November 2011 angekündigte Video zum HDF Gold Award wurde mit der Begründung, dass sich Bang in seinem Text gegen Berlin richte, nicht auf der Plattform veröffentlicht. Zur Premiere des Kinofilms Blutzbrüdaz wurde im Dezember 2011 über einen Zeitraum von drei Wochen Aggro-Alarm-Themenwochen veranstaltet, zu denen unter anderem Ausschnitte des Films auf Aggro.TV präsentiert wurden. Des Weiteren wurden im Dezember 2011 die Videos und Alben des Rappers Taktloss, die von 1998 bis 2007 entstanden waren, Aggro.TV zur Verfügung gestellt, wo sie kostenlos abgerufen werden können.
Am 31. Januar 2012 wurde die EP X-Tasy von B-Tight mehr als fünf Jahre nach der Veröffentlichung durch die BpjM indiziert. Zu den Veröffentlichungen Kanackiş des Rappers Haftbefehl Anfang Februar sowie zu Embryo von MoTrip und Dirty Mixtape von Kitty Kat im März wurden erneut Aggro-Alarm-Wochen präsentiert. Eine weitere Kooperation in Form einer Themenwoche wurde zur Premiere des Films Türkisch für Anfänger eingegangen. Vom 30. April bis 4. Mai 2012 stand das Programm der Internetseite im Zeichen der Veröffentlichung Nr. 415 des Rappers Xatar. Auch zum Album Hinterhofjargon des Rap-Duos Celo & Abdi wurden diverse Videos gedreht und in einer Aggro-Alarm-Woche präsentiert.

## Diskografie
Studioalben
| Jahr | Titel                             | Interpret              | Katalog-Nummer | Indizierung   | Impala- Auszeichnung                  | Chartplatzierungen | Chartplatzierungen | Chartplatzierungen  | Cover |
| Jahr | Titel                             | Interpret              | Katalog-Nummer | Indizierung   | Impala- Auszeichnung                  | DE                 | AT                 | CH                  | Cover |
| ---- | --------------------------------- | ---------------------- | --- | ------------- | ------------------------------------- | ------------------ | ------------------ | ------------------- | ----- |
| 2002 | Alles ist die Sekte – Album Nr. 3 | Royal TS               | Aggro-002CD (CD) Aggro-002TP (MC) | —             | —                                     | —                  | —                  | —                   |       |
| 2002 | Carlo Cokxxx Nutten               | Bushido und Fler       | Aggro-005CD (CD) Aggro-005TP (MC) | —             | Impala-Award Silver                   | —                  | —                  | —                   |       |
| 2003 | Vom Bordstein bis zur Skyline     | Bushido                | Aggro-009-1 (Doppel-Vinyl) Aggro-009-2 (CD) Aggro-009-3 (Tape) | 30. Sep. 2005 | Impala-Award Silver                   | 88 (3 Wo.)         | —                  | —                   |       |
| 2004 | Maske                             | Sido                   | Aggro-014-1 (Vinyl) Aggro-014-2 (CD) | 1. Aug. 2005  | Impala-Award Silver Impala-Award Gold | 3 Gold · (28 Wo.)  | 46 (7 Wo.)         | 79 (2 Wo.)          |       |
| 2005 | Neue Deutsche Welle               | Fler                   | Aggro-022-1 (Vinyl) Aggro-022-2 (CD) Aggro-023-2 (Special Edition) | —             | Impala-Award Gold                     | 5 (16 Wo.)         | 28 (8 Wo.)         | 68 (1 Wo.)          |       |
| 2005 | Dein Lieblings Album              | Deine Lieblings Rapper | Aggro-027-1 (Vinyl) Aggro-027-2 (CD) | —             | Impala-Award Silver                   | 2 (7 Wo.)          | 10 (6 Wo.)         | 48 (3 Wo.)          |       |
| 2006 | Trendsetter                       | Fler                   | Aggro-043-2 (Standard) Aggro-043-LTD (Premium Edition) | —             | Impala-Award Silver                   | 4 (11 Wo.)         | 21 (7 Wo.)         | 44 (2 Wo.)          |       |
| 2006 | Ich                               | Sido                   | Aggro-049-LTD (Premium Edition) Aggro-049-2 (CD) Aggro-049-3 (Ghetto Edition) | —             | Impala-Award Silver Impala-Award Gold | 4 Gold · (31 Wo.)  | 21 (15 Wo.)        | 18 (28 Wo.)         |       |
| 2007 | Willkommen in Abschaumcity        | MC Bogy                | Aggro-056-2 (CD) Aggro-056-LTD (Premium Edition) | —             | —                                     | 92 (1 Wo.)         | —                  | —                   |       |
| 2007 | Neger Neger                       | B-Tight                | Aggro-060-2 (CD) Aggro-060-LTD (Premium Edition) Aggro-060-3 (Ghetto Edition) | 30. Apr. 2008 | Impala-Award Silver                   | 6 (7 Wo.)          | 16 (5 Wo.)         | 35 (5 Wo.)          |       |
| 2007 | Alles oder Nichts                 | Jom & Said             | Aggro-061-2 | —             | —                                     | —                  | —                  | —                   |       |
| 2007 | Totalschaden                      | Tony D                 | Aggro-064-2 (CD) Aggro-064-LTD (Premium Edition) | 11. Nov. 2009 | —                                     | 21 (2 Wo.)         | 63 (1 Wo.)         | 78 (1 Wo.)          |       |
| 2007 | Auferstanden aus Ruinen           | Joe Rilla              | Aggro-068-2 | —             | —                                     | —                  | —                  | —                   |       |
| 2008 | Fremd im eigenen Land             | Fler                   | Aggro-072-2 (CD) Aggro-072-3 (Mzee Edition) Aggro-072-LTD (Premium Edition) Aggro-072-5 (Napster)                                                                                              | —             | Impala-Award Silver                   | 7 (6 Wo.)          | 17 (4 Wo.)         | 25 (4 Wo.)          |       |
| 2008 | Ich und meine Maske               | Sido                   | Aggro-075-1 (Vinyl) Aggro-075-2 (CD) Aggro-075-3 (Mzee Edition) Aggro-075-LTD (Limited Premium Edition) Aggro-075-4 (Premium Edition) Aggro-075 (Napster Version) Aggro-075-5 (Ghetto Edition) | —             | Impala-Award Silver Impala-Award Gold | 1 Gold · (43 Wo.)  | 2 Gold · (25 Wo.)  | 2 Platin · (44 Wo.) |       |
| 2008 | Südberlin Maskulin                | Fler und Godsilla      | Aggro-078-2 (Standard Version) Aggro-078-LTD (Premium Edition) | —             | —                                     | 22 (3 Wo.)         | —                  | 81 (1 Wo.)          |       |
| 2008 | Goldständer                       | B-Tight                | Aggro-083-2 (CD) Aggro-083-LTD (Premium Edition) | —             | —                                     | 36 (1 Wo.)         | —                  | 96 (1 Wo.)          |       |
| 2009 | Fler                              | Fler                   | Aggro-090-2 | —             | Impala-Award Silver                   | 10 (6 Wo.)         | 14 (6 Wo.)         | 36 (5 Wo.)          |       |
| 2009 | Für die Gegnaz!                   | Tony D                 | Aggro-094-2 | —             | —                                     | —                  | —                  | —                   | —     |
| 2012 | #Beste                            | Sido                   | — | —             | Goldene Schallplatte                  | 7 Gold · (25 Wo.)  | 3 Gold · (40 Wo.)  | 20 (23 Wo.)         | —     |

## Rezeption

### Erfolg
Die Veröffentlichungen des Labels waren zum Teil sehr erfolgreich. Mit Bushidos Album Vom Bordstein bis zur Skyline konnte erstmals eine Veröffentlichung der Plattenfirma in den deutschen Charts einsteigen. Ein Großteil der folgenden Alben und Singles konnten sich ebenfalls in den Charts positionieren. Elf Alben erreichten die Top-10 der Album-Charts. Im Bezug auf die Singles konnten nur NDW 2005 und Augen auf / Halt dein Maul Top-10-Platzierungen einnehmen. Sidos drittes Soloalbum Ich und meine Maske erreichte als erster und einziger Tonträger Platz 1 der deutschen Charts. Ausgehend von den erfolgreichen Positionierungen in den Charts konnten von den Alben Maske, Ich und Ich und meine Maske sowie von den Samplern Aggro Ansage Nr. 4 und Aggro Ansage Nr. 5 mehr als 100.000 Einheiten verkauft werden, sodass diese Tonträger jeweils mit der Goldenen Schallplatte ausgezeichnet wurden. Darüber hinaus erhielt Aggro Berlin durch den europäischen Verband Independent Music Publishers and Labels Association eine Reihe von Auszeichnungen, die sogenannten Impala-Awards. Im Januar 2008 wurde das Label in Cannes mit 20 Awards ausgezeichnet. Insgesamt erhielt das Berliner Label 21 Silver-Awards und sieben Gold-Awards. Die Gold-Auszeichnungen wurden für die Verkäufe der Alben Maske, Ich und Ich und meine Maske, der Sampler Aggro Ansage Nr. 4 und Aggro Ansage Nr. 5 sowie der Single NDW 2005 vergeben.

### Kontroversen und Indizierungen
Die Künstler des Labels sowie ihre Vermarktung durch die Verantwortlichen der Plattenfirma waren wiederholt Bestandteil kontroverser Debatten. So wurden die Texte der Rapper von Kritikern wiederholt als gewaltverherrlichend, misogyn und homophob beschrieben. Auch die Verharmlosung des Drogenkonsums und nationalistische Tendenzen wurde den Musikern vorgeworfen. Auf die öffentliche Kritik folgten diverse Anträge, Tonträger der Plattenfirma zu indizieren. Im Falle von vierzehn Veröffentlichungen wurde eine Indizierung durch die Bundesprüfstelle für jugendgefährdende Medien vorgenommen.

### Bedeutung
Der deutsche Medienpsychologe Jo Groebel äußerte sich zwei Jahre nach der Beendigung der Labelarbeit in einem Videobeitrag zu Aggro Berlin. Darin bezeichnet er die Anfänge des Labels als „kulturelle Bombe“, die sich durch „eine drastisch neue Ästhetik“, eine politische inhaltliche Ausrichtung sowie durch „neue Formen des Vertriebs und der Produktion“ auszeichneten. Die unterschiedlichen Kontroversen dienten aus Sicht des Wissenschaftlers zum Teil der „Pose, Attitüde“ und „künstliche[r] Schlagzeilen“, verursachten jedoch auch ernsthafte Diskussionen. Aus Groebels Sicht war bei Aggro Berlin alles vertreten, „was guten Hip-Hop“ als „Kulturphänomen“ ausmache. Die Veröffentlichungen des Labels seien „moderne Musik des 21. Jahrhunderts“, zu der die Show, der Skandal, Tabubrüche und die entsprechenden Inhalte gehören. Des Weiteren habe Aggro Berlin eine über die Position eines Musiklabels hinausgehende Funktion und könne als „Lebensauffassung“ beschrieben werden. Abschließend erklärt der Medienpsychologe, dass er spätere Veröffentlichungen weniger gelungen und geschmackvoll empfunden habe, aber Respekt für die „eigenständige Welt“ äußert, die Aggro Berlin aufgebaut habe.